# Adventure Time: Finn & Jake Investigations
Adventure Time: Finn & Jake Investigations es un videojuego de aventuras de acción de 2015 desarrollado por Vicious Cycle Software y distribuido por Little Orbit. Fue lanzado para la Nintendo 3DS, PlayStation 3, PlayStation 4, Wii U, Windows, Xbox 360 y Xbox One en 2015. Es el cuarto juego basado en la serie animada de televisión Adventure Time, luego de The Secret of the Nameless Kingdom, y el primer título de acción y aventura en la serie presentado con gráficos enteramente 3D. El juego fue anunciado por primera vez el 21 de abril de 2015, y lanzado el 20 de octubre de 2015 en Norteamérica, y el 6 de noviembre en Europa.
El juego fue removido de las tiendas digitales el 31 de marzo de 2018, debido al vencimiento de la licencia de Adventure Time de Little Orbit.

## Resumen
Los jugadores podrán visitar los locales de la tierra de Ooo, hablar con los personajes, pulir sus habilidades de resolución de puzles, y vencer a los villanos. Basado vagamente en la sexta temporada de la serie de televisión, el juego se centra en exploración, investigación y puzles. Gracias al descubrimiento de una máquina impresora de tareas llamada «tickertype», Finn y Jake deciden convertirse en detectives, como sus padres Joshua y Margaret. Los jugadores podrán llenar la habitación de tesoros de la casa del árbol de Finn y Jake con los tesoros de los enemigos que derroten.

## Recepción
Posee un puntaje de 66 en Metacritic. Nintendo Life le otorgó un puntaje de 7 de 10, diciendo que «Aunque pueda parecer demasiado básico para los jugadores experimentados, los más jóvenes y sus familias deberían pasar un buen rato de aventuras con el perro y el humano. Los fanes más dedicados de la serie tampoco deberían temer darle una oportunidad, por supuesto». Nintendo World Report le dio un puntaje de 7 de 10, diciendo «Por defecto, siento como si este fuese el mejor videojuego de Adventure Time hasta ahora. No es perfecto, y es un poco fácil, pero, como fan de Adventure Time, me hizo sonreír».